# Tawitawidolksteekduif
De tawitawidolksteekduif (Gallicolumba menagei) is een duif uit het geslacht Gallicolumba die heel misschien nog voorkomt op het eiland Tawi-Tawi in het zuiden van de Filipijnen. Deze soort is de meest zeldzame van de dolksteekduiven. De laatste keer dat deze soort is waargenomen is begin 20e eeuw geweest.

## Kenmerken
De tawitawidolksteekduif wordt zo'n 28 cm lang en is daarmee gemiddeld van grootte. Het is een plompe vogel met een korte staart. Een opvallend kenmerk van alle doksteekduiven is de rode of oranje vlek op de borst. Dit is de reden voor hun naamgeving. De vijf soorten lijken op elkaar, maar zijn te onderscheiden door hun kleuren. Deze soort is vrijwel identiek aan Barletts dolksteekduif (G. criniger). Het gedeelte rond de ogen en oren is echter zwart. De snavel is donkergrijs tot zwart aan de basis. Ook de bovenkanten van de vleugels zijn zwart met wat groen daardoorheen. De rest van de vleugel is donkerrood. Deze soort heeft geen zwarte banden over de vleugels heen, zoals Barletts dolksteekduif, negrosdolksteekduif (G. keayi) en  de gewone dolksteekduif (G. luzonica). De vlek op hun borst is vaaloranje omgeven door wit. De groene band om hun borst heen is aan de onderkant onderbroken door wit. Van onderen zijn ze lichtgrijs. De onderkant van de staart is geelachtig wit. De poten zijn vaalrood van kleur.

## Verspreiding, leefgebied en gedrag
De tawitawidolksteekduif komt waarschijnlijk net als de overige dolksteekduiven voor op de bosbodem van ongerept regenwoud in laagland op en langs de paden en wegen in die bossen. Men vermoedt dat de tawitawidolksteekduif net als de overige dolksteekduiven zaden, bessen en larven van kevers bijeenscharrelt op de bosgrond. Verder is weinig bekend over het voorplantingsgedrag van deze dolksteekduif.

## Status
Deze vogel is sinds hij in 1891 werd verzameld en beschreven, niet meer met zekerheid waargenomen. In de jaren 1990 waren er geruchten dat op kleine eilanden zoals Tawi-Tawi, Tandubatu, Dundangan en Baliungan deze duif nog voorkwam en daar in de jaren 1970 nog algemeen was. Echter, gericht onderzoek in de jaren 1990 leverde hiervan geen bevestiging. Bijna al het regenwoud op deze eilanden is gekapt en omgezet in oliepalmplantages. Ook bos dat in lastig toegankelijk, rotsig terrein staat, wordt aangetast. Daarnaast was er gedurende de jaren 1970 tijdens de uitroeping van de noodtoestand door Marcos veel jacht en stroperij op duiven en hoenders. Mogelijk bestaat er nog leefgebied in zeer moeilijk toegankelijk terrein. Om deze redenen staat deze soort als ernstig bedreigd (kritiek) op de Rode Lijst van de IUCN.